# Crematogaster boera
Crematogaster boera är en myrart som beskrevs av Mikhail Dmitrievich Ruzsky 1926. Crematogaster boera ingår i släktet Crematogaster och familjen myror. Inga underarter finns listade i Catalogue of Life.